# العلاقات المولدوفية النيبالية
العلاقات المولدوفية النيبالية هي العلاقات الثنائية التي تجمع بين مولدوفا ونيبال.

## مقارنة بين البلدين
هذه مقارنة عامة ومرجعية للدولتين:
| وجه المقارنة                                              | مولدوفا                           | نيبال                             |
| --------------------------------------------------------- | --------------------------------- | --------------------------------- |
| المساحة (كم2)                                             | 33.85 ألف                         | 147.18 ألف                        |
| عدد السكان (نسمة)                                         | 2.55 مليون                        | 29.40 مليون                       |
| الكثافة السكانية (ن./كم²)                                 | 75.33                             | 199.76                            |
| العاصمة                                                   | كيشيناو                           | كاتماندو                          |
| اللغة الرسمية                                             | اللغة المولدوفية، اللغة الرومانية | اللغة النيبالية                   |
| العملة                                                    | ليو مولدوفي                       | روبية نيبالية                     |
| الناتج المحلي الإجمالي (بليون دولار)                      | 8.13 مليار                        | 24.47 مليار                       |
| الناتج المحلي الإجمالي (تعادل القوة الشرائية) بليون دولار | 17.94 مليار                       | 70.20 مليار                       |
| الناتج المحلي الإجمالي الاسمي للفرد دولار أمريكي          | 3.65 ألف                          | 743                               |
| الناتج المحلي الإجمالي للفرد دولار أمريكي                 | 4.98 ألف                          | 2.37 ألف                          |
| مؤشر التنمية البشرية                                      | 0.693                             | 0.548                             |
| رمز المكالمات الدولي                                      | +373                              | +977                              |
| رمز الإنترنت                                              | .md                               | .np                               |
| المنطقة الزمنية                                           | ت ع م+02:00، ت ع م+03:00          | UTC+05:45، التوقيت الموحد لنيبال ‏ |

## منظمات دولية مشتركة
يشترك البلدان في عضوية مجموعة من المنظمات الدولية، منها:
| علم المنظمة | اسم المنظمة                               | تاريخ انضمام مولدوفا | تاريخ انضمام نيبال |
| ----------- | ----------------------------------------- | -------------------- | ------------------ |
|             | مؤسسة التنمية الدولية                     | 14 يونيو 1994        | 6 مارس 1963        |
|             | يونسكو                                    | 27 مايو 1992         | 1 مايو 1953        |
|             | مؤسسة التمويل الدولية                     | 10 مارس 1995         | 7 يناير 1966       |
|             | منظمة حظر الأسلحة الكيميائية              | ?                    | ?                  |
|             | الأمم المتحدة                             | 2 مارس 1992          | 14 ديسمبر 1955     |
|             | منظمة الشرطة الجنائية الدولية             | ?                    | ?                  |
|             | البنك الدولي للإنشاء والتعمير             | 12 أغسطس 1992        | 6 سبتمبر 1961      |
|             | الاتحاد البريدي العالمي                   | ?                    | ?                  |
|             | المركز الدولي لتسوية المنازعات الاستشارية | 4 يونيو 2011         | 6 فبراير 1969      |
|             | وكالة ضمان الاستثمار متعدد الأطراف        | 9 يونيو 1993         | 9 فبراير 1994      |
|             | منظمة التجارة العالمية                    | ?                    | ?                  |
|             | الفريق المعني برصد الأرض                  | ?                    | ?                  |

## وصلات خارجية
- موقع وزارة الخارجية المولدوفية
- موقع وزارة الخارجية النيبالية